# Cheilosia impudens
Cheilosia impudens es una especie de sírfido. Se distribuyen por el paleártico en Eurasia.